# Station Saint-Julien-du-Sault
Station Saint-Julien-du-Sault is een spoorwegstation in de Franse gemeente Saint-Julien-du-Sault.